# Helwig von Goldbach
Helwig von Goldbach, także Helwicus de Goltbach, Goltpach, Goldinbach (urodz. ?, zm. 21 stycznia ?) – komtur dzierzgoński w roku 1277 oraz w latach 1288–1289, komtur bałgijski w latach 1279–1283, mistrz krajowy Prus latach 1300–1302.

## Życiorys
Helwig urodził się w rodzinie ministeriałów będących w służbie langgrafów Turyngii. Siedzibą rodową była miejscowość Goldbach koło Gothy. Ojciec Helwiga również Heldwig był marszałkiem na dworze landgrafów turyńskich i oprócz syna miał jeszcze córkę Adelajdę.
Nie wiadomo kiedy Helwig von Goldbach wstąpił w szeregi zakonu krzyżackiego. Do Prus przybył w roku 1273 i początkowo związany był z konwentami w Dzierzgoniu i Elblągu. Następnie piastował kolejno urząd komtura w Dzierzgoniu i Bałdze, a także urząd wójta Natangii w latach 1284–1285. Po roku 1285 objął godność marszałka pruskiego i urząd ten pełnił do 2 lutego 1288, kiedy to na stanowisku tym zastąpił go Konrad von Thierberg Młodszy. Po ustąpieniu z funkcji marszałka Helwig powrócił do Dzierzgonia gdzie był komturem do 1289 roku. Następnie udał się do Niemiec w rodzinne strony gdzie został mianowany na komtura Turyngii. Urząd komtura Turyngii sprawował w latach 1292–1295. W roku 1299 wzmiankowany jest jako komtur Königshofen nad Tuberą we Frankonii.
Pod koniec XIII wieku doszło do konfliktu pomiędzy wielkim mistrzem Gotfrydem von Hohenlohe a pruskimi braćmi zakonnymi. Nie wiadomo jakie stanowisko zabrał podczas sporu Helwig von Goldbach. Wiadomo, że w 1299 roku przybył do Elbląga i brał udział w naradzie braci zakonnych nad zaistniała sytuacją. Buntujący się zakonnicy zarzucali wielkiemu mistrzowi oraz jego otoczeniu zaniedbywanie prowincji pruskiej. W czerwcu tegoż roku wraz z Konradem Stange stanął na czele poselstwa, które w Wiedniu w imieniu zbuntowanych braci przedstawiło wielkiemu mistrzowi krytyczną ocenę jego działań. Zagadkową sprawą jest to, że Helwig von Goldbach nie tylko że nie popadł w niełaskę wielkiego mistrza, ale został przez niego awansowany do roli komtura Rothenburg ob der Tauber we Frankonii. Oznacza to, że ostatecznie musiał w sporze poprzeć stronnictwo Gotfryda von Hohenlohe. Jako zaufany wielkiego mistrza, po śmierci Ludwika von Schüpfa w 1300 roku, objął stanowisko mistrza krajowego Prus. Wobec silnej opozycji i wręcz wrogości braci pruskich względem wielkiego mistrza i jego stronników, Helwig von Goldbach złożył piastowany urząd najpóźniej w sierpniu 1302 roku i udał się do Niemiec, gdzie ponownie objął stanowisko komtura Rothenburg ob der Tauber. Nie znamy rocznej daty śmierci Helwiga von Goldbacha. Jednakże dzięki zapisowi w nekrologu wiadomo, że zmarł 21 stycznia.
Podczas swoich krótkich rządów w prowincji pruskiej odznaczył się udaną akcją zbrojną mająca na celu ochronę Pomorza Gdańskiego przed zakusami książąt rugijskich. Krzyżacy pod wodzą Helwiga von Goldbacha zajęli w 1301 roku Gdańsk, a w roku następnym wyparli wojska książąt rugijskich z zajętych przez nich częściowo ziem Pomorza Gdańskiego i przywrócili na odbitych terenach władzę Wacława II.